# زاغل
زاغل روستایی در دهستان سفلی از توابع بخش زواره  در شهرستان اردستان است .

## جغرافیا
در ۴۵۰۰۰گزی شمال خاوری اردستان. ۱۵۰۰۰گزی راه فرعی شهراب به نائین. منطقه آن جلگه و معتدل است و آب آن از قنات است.

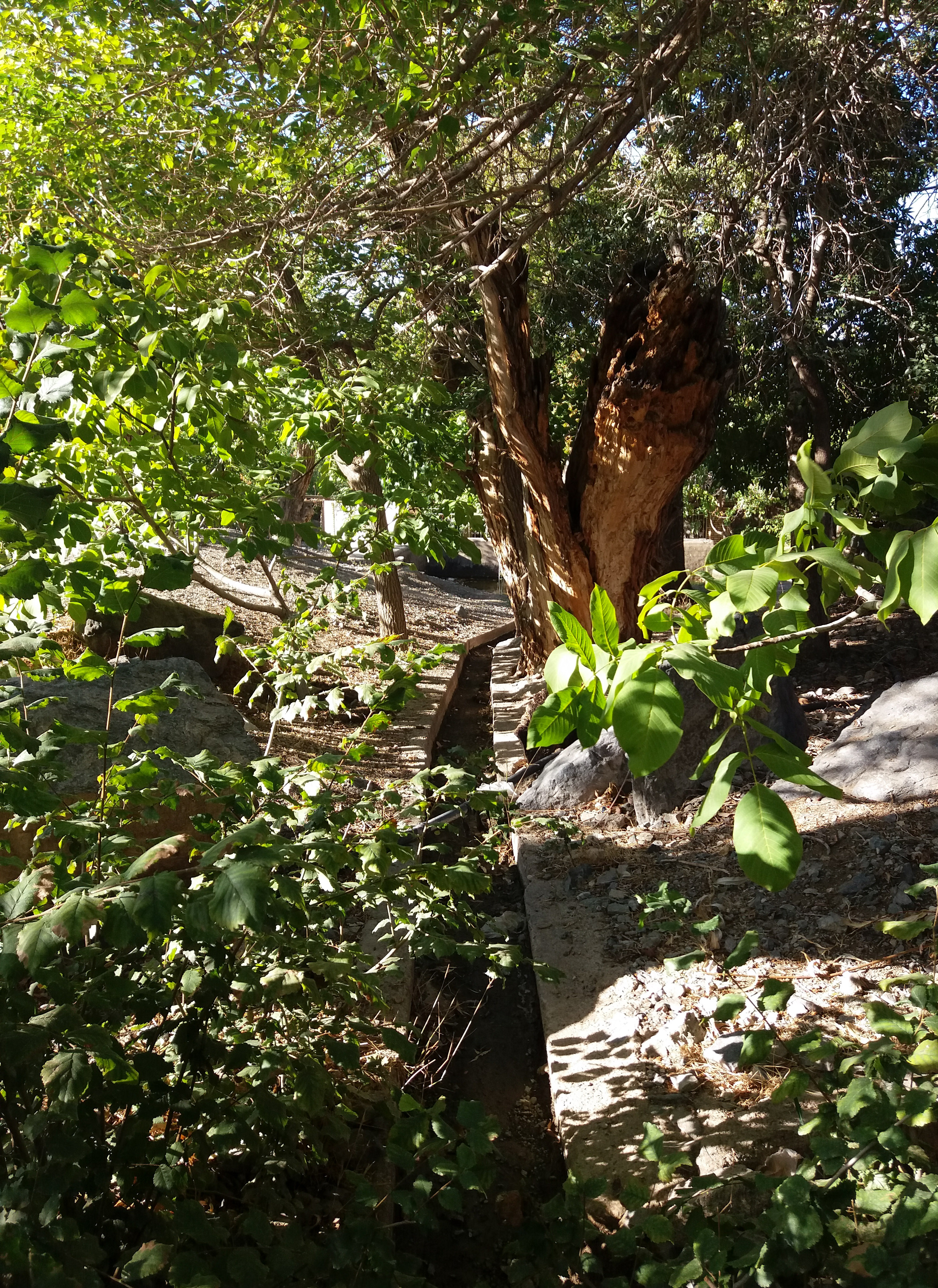
روستای زاغل

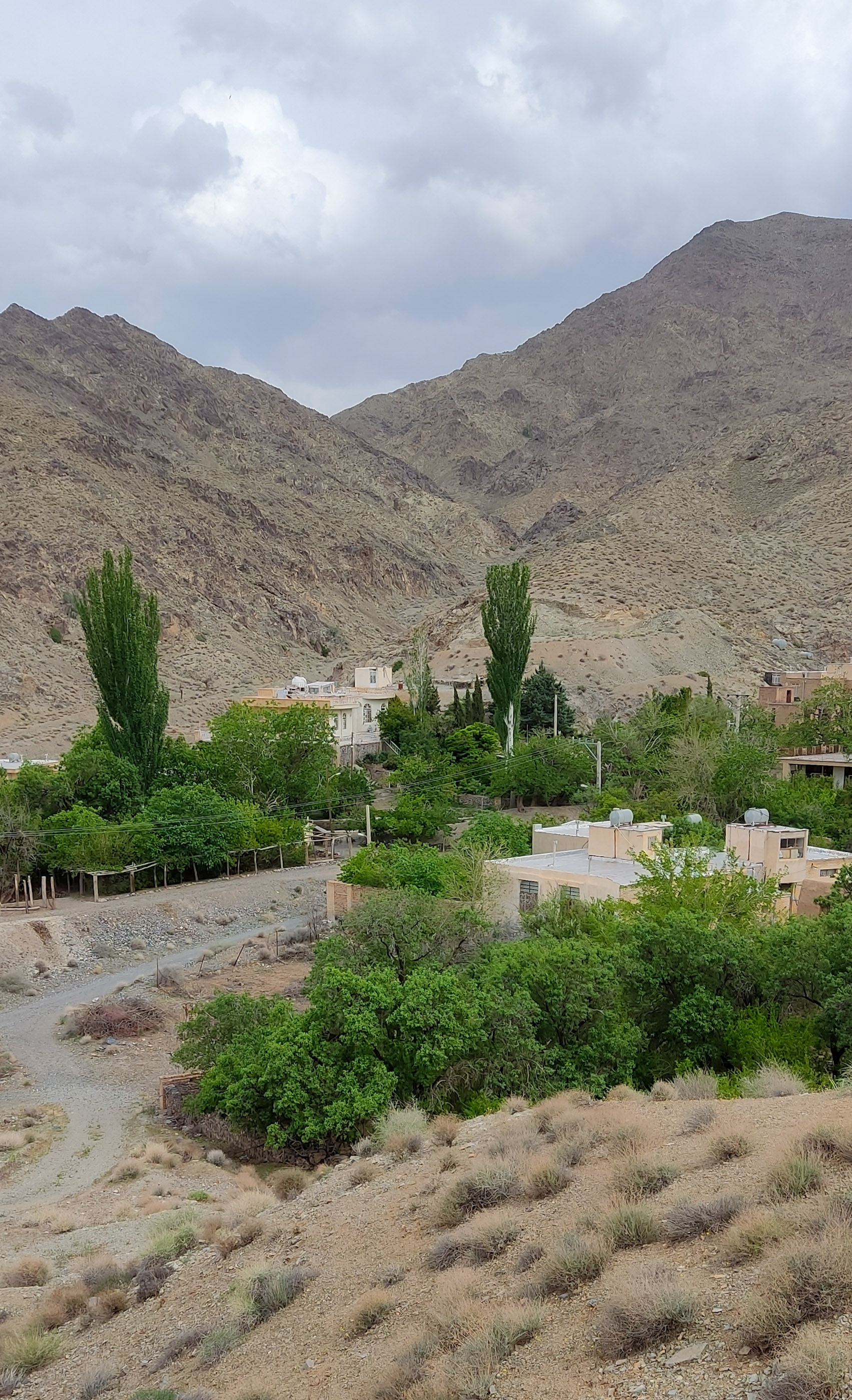
تصویری از باغات روستای زاغل

## سابقه تاریخی
زاغل ازروستاهای اطراف اردستان است و در میان چند رشته کوه قرار گرفته‌است.

## آثار تاریخی
مقبره‌های کهن و خانه‌هایی از جنس گل، آب انبارها و…

بنایی کهنه از خانه‌های زاغل